# 联合国安全理事会第1689号决议
联合国安理会1689号决议是2006年6月20日在联合国安全理事会第5468次会议通过的。这个决议是关于利比里亚局势的。会议由丹麦代表主持，安理会的15个国家全部投了赞成票。
决议暂时解除了对利比里亚的木材出口限制，但是决定要在90天后审查利比里亚的林业立法，以决定是否继续对利比里亚的木材实施禁令。

## 相关决议
- 联合国安理会1521号决议
- 联合国安理会1647号决议